# Каравађо (Бергамо)
Каравађо (итал. Caravaggio) је насеље у Италији у округу Бергамо, региону Ломбардија.
Према процени из 2011. у насељу је живело 13340 становника. Насеље се налази на надморској висини од 114 м.

## Познате личности
Каравађо је родно место барокног сликара Микеланђела Меризија да Каравађа, који је генерално познат по свом надимку Каравађо. 

## Становништво
| 1936.  | 1951.  | 1961.  | 1971.  | 1981.  | 1991.  | 2001.  | 2011.  |
| ------ | ------ | ------ | ------ | ------ | ------ | ------ | ------ |
| 10.691 | 11.927 | 12.271 | 13.404 | 13.830 | 13.763 | 14.109 | 15.882 |